# مرحله آیینه

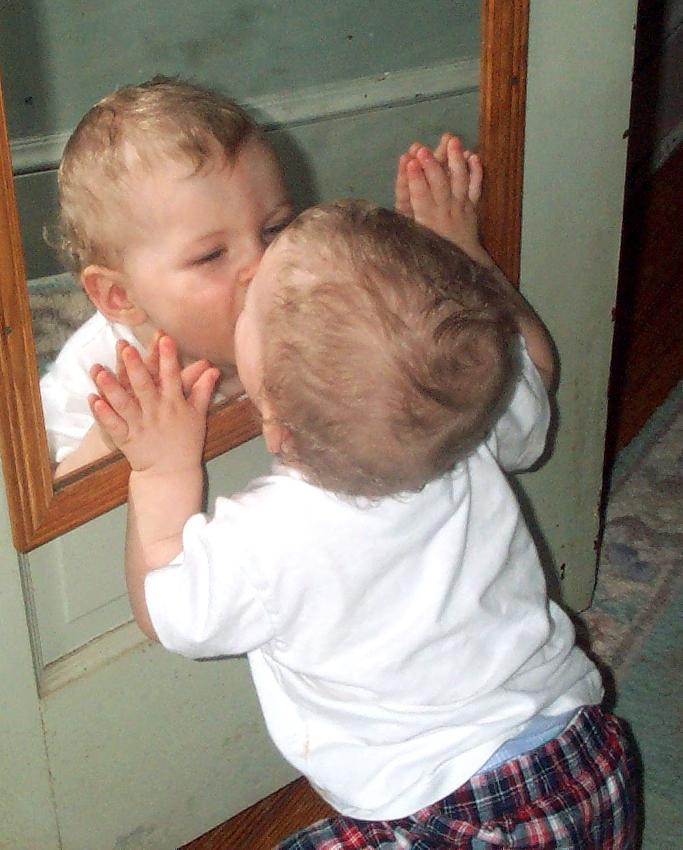
تصویر مرحله آیینه یعنی زمانی که کودک به وجود خود پی می برد

مرحله آیینه (به انگلیسی: Mirror stage) در گفتمان روانکاوی ژاک لاکان (۱۳ آوریل ۱۹۰۱–۹ سپتامبر ۱۹۸۱) پزشک، فیلسوف و روانکاو فرانسوی برهه‌ای از زندگی کودک در شش تا هجده ماهگی است که در طی آن طفل برای نخستین بار به تشخیص وجود خود به عنوان موجودیتی متمایز از مادر نائل می‌گردد.